# Voldmar Körlof
Anders Harald Voldmar Körlof, född 21 juli 1914 i Lund, död 6 juni 1993 i Täby, var en svensk jurist.
Körlof blev 1936 juris kandidat vid Lunds universitet. Efter tingstjänstgöring mellan 1936 och 1940 utnämndes han 1941 till fiskal i Svea hovrätt. Han blev 1949 assessor i Hovrätten för Nedre Norrland och 1950 hovrättsråd. Han tjänstgjorde vidare mellan 1952 och 1962 i Kommunikationsdepartementet och var mellan 1962 och 1981 regeringsråd. Han förordnades 1976 till ordförande på avdelning i Regeringsrätten.
Vid sidan av detta hade Körlof ett flertal uppdrag i olika utredningar, som expert i 1946 års vatten- och avloppssakkunniga (1949), sekreterare i 1948 års vinterväghållningsutredning (1950), expert i 1954 års priskontrollutredning (1955), 1951 års byggnadsutredning (1955), ledamot i 1960 års vägsakkunniga och ordförande i 1960 års expropriationsutredning.
Körlof var son till häradshövdingen Harald Körlof (1889–1965) och filosofie kandidaten Sigrid Svensson (1888–1959). Han var bror till Sven Körlof, farbror till Björn Körlof och farfar till skådespelerskan Karin Franz Körlof.
Voldmar Körlof är gravsatt på Täby norra begravningsplats.

## Utmärkelser
- Kommendör med stora korset av Nordstjärneorden, 6 juni 1972.[2]